# Dixième district congressionnel de Californie
Le 10e district congressionnel de Californie est un district de l'État américain de Californie. Actuellement, le 10e district englobe des parties de la région orientale de la Baie de San Francisco. Il est actuellement représenté par le Démocrate Mark DeSaulnier.
Le district comprenait auparavant tout le Comté de Stanislaus et une partie du Comté de San Joaquin. Il était centré sur Modesto. Les villes du district comprenaient Oakdale, Manteca, Modesto, Tracy et Turlock.
Le redécoupage avant les élections de 2022 a déplacé le district vers la région de la Baie de San Francisco. Il comprend les villes de Concord, Walnut Creek, Danville, San Ramon, Brentwood et le sud d'Antioch dans le Comté de Contra Costa, ainsi que l'est de Dublin dans le Comté d'Alameda. C'était essentiellement le successeur de l'ancien 11e arrondissement.

## Géographie
| #  | Comté        | Siège    | Population |
| -- | ------------ | -------- | ---------- |
| 1  | Alameda      | Oakland  | 1 622 188  |
| 13 | Contra Costa | Martinez | 1 161 413  |

Depuis le redécoupage de 2020, le 10e district congressionnel de Californie englobe la majeure partie du Comté de Contra Costa et une partie du Comté d'Alameda.
Le Comté de Contra Costa est divisé entre ce district, le 8e et le 9e district. La frontière nord est divisée par Grizzly Peak Blvd, Seaview Trail, Camino Pablo, Bear Creek Rd, San Pablo Creek, Bear Creek, Brianes Reservoir, Burlington Northern Santa Fe, Highway 4, Alhambra Ave, Pacheco Blvd, Grandview Ave, Central Ave, Imhoff Dr, Bares Ave, Mount Diablo Creek, Union Pacific, Contra Costa Canal, 4WD Rd, Bailey Rd, James Donlon Blvd, Cambridge Dr, Reseda Way, S Royal links Cir, Carpinteria Dr, Barmouth Dr, Hillcrest Ave, Highway 4, et l'autoroute 160. La frontière ouest est divisée par Old River, Italian Slough, Western Farms Ranch Rd, Rankin Rd, Highway J14, Byron Hot Springs Rd, Camino Diablo, Kellogg Creek, Sellers Ave, Brentwood Blvd, Alloro Dr, Ghiggeri Dr, Emilio Dr, Guthrie Ln, Balfour Rd, Chestnut St, Byron Highway, Orwood Rd, Burlington Northern Santa Fe, Werner Dredger Cut et Rock Slough. Le 10e district comprend les côtés sud des villes d'Antioch et Martinez, les villes de Concord, Brentwood, Oakley, Pleasant Hill, Clayton, Walnut Creek, Lafayette, Orinda et San Ramon, les villes de Danville et Moraga, et le lieux désignés par recensement Norris Canyon, Camino Tassajara, Blackhawk, Diablo, Alamo, Castle Hill, Saranap, Acalanes Ridge, San Miguel, North Gate, Shell Ridge, Contra Costa Centre, Reliez Valley, Alhambra Valley, Mountain View, Vine Hill, Pacheco , Clyde, Knightsen et Bethel Island.
Le Comté d'Alameda est divisé entre ce district et les 12e, 14e et 17e districts. Ils sont divisés par Sinclair Freeway, Amador Valley Blvd, Emerald Ave, Tamarack Dr, Brighton Dr, Ione Way, Newcastle Ln, Dougherty Rd, Highway 580, Lembert Hills Dr. Le 10e district englobe la partie est de la ville de Dublin.

### Villes et census-designated places de 10 000 personnes et plus
- Concord - 125 410
- Antioch - 115 291
- San Ramon - 84 605
- Dublin - 72 589
- Walnut Creek - 70 127
- Brentwood - 64 292
- Danville - 43 582
- Oakley - 43 357
- Martinez - 37 287
- Pleasant Hill - 34 613
- Lafayette - 25 391
- Orinda - 19 514
- Moraga - 16 870
- Alamo - 15 314
- Clayton - 11 070

### Villes de 2500 à 10 000 personnes
- Blackhawk - 9647
- Contra Costa Centre - 6808
- Saranap - 5202
- Camino Tassajara - 6808
- Pacheco - 4183
- Vine Hill - 3761
- San Miguel - 3172
- Reliez Valley - 3101

## Histoire

### Jusqu'à 2012
Avant le redécoupage par la California Citizens Redistricting Commission entrant en vigueur en 2012, le 10e district s'étendait de Livermore à Dixon et à la périphérie de Vacaville. Il se composait de portions des comtés d'Alameda, Contra Costa, Sacramento et Solano.
Après le redécoupage en 1992, le 10e district était basé dans l'East Bay et comprenait des parties des comtés d'Alameda et de Contra Costa. Il a attiré l'attention nationale en 1996 lorsque la Démocrate Ellen Tauscher a battu le Républicain sortant William P. Baker (en) dans ce qui était considéré comme un bouleversement.
Lors du redécoupage de la Californie en 2002, tous les sièges sont restés aux mains des partis en place. Les limites du district ont été étendues pour inclure des parties du Comté de Solano, du sud-ouest du Comté de Sacramento, de l'est du Comté de Contra Costa et d'El Cerrito dans l'ouest du Comté de Contra Costa. Bien qu'une grande partie de la région suburbaine de Tri-Valley ait été déplacée vers le 11e district congressionnel, la ville de Livermore est restée dans le 10e à la demande de Tauscher (en tant que membre du Comité sur l'Énergie et le Commerce de la Chambre des Représentants, elle avait des responsabilités de surveillance sur le Secrétariat à l'Énergie des États-Unis, et donc indirectement du Lawrence Livermore National Laboratory).
Le 26 juin 2009, Tauscher a démissionné de son siège pour être assermentée en tant que sous-secrétaire d'État au contrôle des armements et à la sécurité internationale,,. Lors de l'élection spéciale qui a suivi le 3 novembre 2009, l'ancien Lieutenant-Gouverneur Démocrate John Garamendi a remporté le siège face au Républicain David Harmer 53,0 % contre 42,7 %. Immédiatement après le redécoupage, Garamendi s'est présenté avec succès pour sa réélection dans le 3e district congressionnel de Californie , qui partage de nombreuses municipalités avec la version 2002 du 10e district (par exemple Vacaville et Fairfield), mais se trouve nettement au nord-ouest du 10e district actuel.

### 2012-2022
Le 10e district congressionnel commençant par l'élection de 2012 et se poursuivant jusqu'à l'élection de 2020 comprenait tout le Comté de Stanislaus (y compris Ceres, Oakdale, Modesto, Riverbank et Turlock) et la partie sud du Comté de San Joaquin (y compris Tracy et Manteca).
Cela est entré en vigueur en 2012, à la suite d'un redécoupage par la California Citizens Redistricting Commission. Cette version du 10e comprenait une grande partie du cœur de l'ancien 18e district (Modesto, Ceres et la moitié sud-ouest du Comté de Stanislaus), bien que le 18e comprenne également une partie substantielle de Stockton. Il partage également une grande partie de la partie nord-ouest de l'ancien 19e district (Turlock, Riverbank, Oakdale et le reste du nord-est du Comté de Stanislaus).
Le Républicain Jeff Denham a été transféré de l'ancien 19e district au plus récent 10e. Il l'a occupé pendant trois mandats jusqu'à sa défaite en 2018 par le Démocrate Josh Harder, qui a été réélu en 2020 et représente actuellement ce district (au moment d'écrire ces lignes en 2022).

### Après 2022
Le 10e district a été redessiné à temps pour les élections de 2022, étant divisé entre le 5e district congressionnel de Californie (qui comprend désormais les parties est de Modesto et les parties est de Turlock), le 9e district congressionnel de Californie (qui est centré sur Stockton, et comprend Tracy) et le 13e district congressionnel de Californie (qui comprend l'ouest de Modesto et l'ouest de Turlock). Le titulaire actuel du 10e district, Josh Harder, se présente pour être réélu dans la nouvelle version du 9e district congressionnel de Californie.

## Historique de vote
Le Secrétaire d'État de Californie publie régulièrement des rapports sur l'inscription des électeurs en Californie. Avant la primaire de 2018, ils ont publié un rapport datant du 21 mai 2018.
| Affiliation politique de Californie | Affiliation politique de Californie | Affiliation politique de Californie |
| ----------------------------------- | ----------------------------------- | ----------------------------------- |
| Parti                               | Parti                               | Effectif                            |
|                                     | Démocrate                           | 127 878                             |
|                                     | Républicain                         | 117 900                             |
|                                     | Pas de préférence                   | 70 251                              |
|                                     | American Independant                | 10 011                              |
|                                     | Libertarien                         | 2 484                               |
|                                     | Vert                                | 959                                 |

| Année | Poste      | Résultats                      |
| ----- | ---------- | ------------------------------ |
| 1992  | Président  | Clinton 42,4 % - 35,6 %        |
| 1992  | Sénateur   | Feinstein 56,9 % - 37,7 %      |
| 1992  | Sénateur   | Boxer 48,0 % - 42,5 %          |
| 1994  | Gouverneur | Wilson 59,7 % - 37,1 %         |
| 1994  | Sénateur   | Feinstein 52,3 % - 42,0 %      |
| 1996  | Président  | Clinton 48,2 % - 42,6 %        |
| 1998  | Gouverneur | Davis (D) 56,0 % - 41,3%       |
| 1998  | Sénateur   | Boxer 50,2 % - 46,8 %          |
| 2000  | Président  | Gore 51,3 % - 44,8 %           |
| 2000  | Sénateur   | Feinstein 55,8 % - 40,0 %      |
| 2002  | Gouverneur | Davis 49,9 % - 39,1 %          |
| 2003  | Rappel,    | Non 52,6 % - 47,4 %            |
| 2003  | Rappel,    | Schwarzenegger 42,2 % - 34,7%  |
| 2004  | Président  | Kerry 58,5 % - 40,4 %          |
| 2004  | Sénateur   | Boxer 60,1 % - 36,6 %          |
| 2006  | Gouverneur | Schwarzenegger 56,2 % - 38,7 % |
| 2006  | Sénateur   | Feinstein 65,5 % - 30,0 %      |
| 2008  | Président  | Barack Obama 64,7 % - 33,1 %   |
| 2010  | Gouverneur | Brown 57,4 % - 38,7 %          |
| 2010  | Sénateur   | Boxer 56,0 % - 39,4 %          |
| 2012  | Gouverneur | Obama 50,6 % - 47,0 %          |
| 2012  | Sénateur   | Feinstein 52,1 % - 47,9 %      |
| 2014  | Gouverneur | Brown 51,7 % - 48,3 %          |
| 2016  | Président  | Clinton 57,1 % - 42,9 %        |
| 2016  | Sénateur   | Harris 57,1 % - 42,9 %         |
| 2018  | Gouverneur | Cox 50,5 % - 49,5 %            |
| 2018  | Sénateur   | de León (en) 56,9 % - 43,1%    |
| 2020  | Président  | Biden 50,3 % - 47,4 %          |
| 2021  | Rappel,    | Non 53,3 % - 46,7 %            |
| 2021  | Rappel,    | Elder 57,6 % - 6,5 %           |
| 2022  | Gouverneur | Newsom 64,8 % - 35,2 %         |
| 2022  | Sénateur   | Padilla 66,3 % - 33,7 %        |

## Liste des Représentants du district
| Membre                        | Parti        | Année                             | Congrès        | Histoire électorale | Zone géographique |
| ----------------------------- | ------------ | --------------------------------- | -------------- | --- | --- |
| District créée le 4 mars 1913 |              |                                   |                | | |
| William Stephens              | Progressiste | 4 mars 1913 - 22 juillet 1916     | 64e , 64e      | Redécoupage vers le 7e district et réélu en 1912. Réélu en 1914. Démissionne pour devenir Lieutenant-Gouverneur de Californie.                                                                                          | 1913–1933 Los Angeles (Los Angeles)                                                                                             |
| Vacant                        | Vacant       | 22 juillet 1916 - 7 novembre 1916 | 64e            | | 1913–1933 Los Angeles (Los Angeles)                                                                                             |
| Henry S. Benedict (en)        | Républicain  | 7 novembre 1916 - 3 mars 1917     | 64e            | Élu pour terminer le mandat de Stephen. Se présente pour un second mandat en tant que Progressiste, mais se retire. | 1913–1933 Los Angeles (Los Angeles)                                                                                             |
| Henry Z. Osborne (en)         | Républicain  | 4 mars 1917 - 8 février 1923      | 65e - 67e      | Élu en 1916. Réélu en 1918. Réélu en 1920. Réélu en 1922 mais décède. | 1913–1933 Los Angeles (Los Angeles)                                                                                             |
| Vacant                        | Vacant       | 8 février 1923 - 1er février 1923 | 67e , 68e      | | 1913–1933 Los Angeles (Los Angeles)                                                                                             |
| John D. Fredericks (en)       | Républicain  | 1er mai 1923 - 3 mars 1927        | 68,6968e , 68e | Élu pour terminer le mandat d'Osborne. Réélu en 1924. Retrait. | 1913–1933 Los Angeles (Los Angeles)                                                                                             |
| Joe Crail (en)                | Républicain  | 4 mars 1927 - 3 mars 1933         | 70e - 72e      | Élu en 1926. Réélu en 1928. Réélu en 1930. Retrait. | 1913–1933 Los Angeles (Los Angeles)                                                                                             |
| Henry S. Stubbs               | Démocrate    | 4 mars 1933 - 28 février 1937     | 73e - 75e      | Élu en 1932. Réélu en 1934. Réélu en 1936. Décès. | 1933–1943 Kern, San Luis Obispo, Santa Barbara, Tulare, Ventura                                                                 |
| Vacant                        | Vacant       | 28 février 1937 - 4 mai 1937      | 75e            | | 1933–1943 Kern, San Luis Obispo, Santa Barbara, Tulare, Ventura                                                                 |
| Alfred J. Elliott (en)        | Démocrate    | 4 mai 1937 - 3 janvier 1949       | 75e - 80e      | Élu pour terminer le mandat de Stubb. Réélu en 1938. Réélu en 1940. Réélu en 1942. Réélu en 1944. Réélu en 1946. Retrait.                                                                                               | 1933–1943 Kern, San Luis Obispo, Santa Barbara, Tulare, Ventura                                                                 |
| Alfred J. Elliott (en)        | Démocrate    | 4 mai 1937 - 3 janvier 1949       | 75e - 80e      | Élu pour terminer le mandat de Stubb. Réélu en 1938. Réélu en 1940. Réélu en 1942. Réélu en 1944. Réélu en 1946. Retrait.                                                                                               | 1943–1953 Kern, Kings, Tulare                                                                                                   |
| Thomas H. Werdel (en)         | Républicain  | 3 janvier 1949 - 3 janvier 1953   | 81e , 82e      | Élu en 1948. Réélu en 1950. Redécoupage vers le 14e district. Perd sa réélection. | |
| Charles Gubser (en)           | Républicain  | 3 janvier 1953 - 31 décembre 1974 | 83e - 93e      | Élu en 1952. Réélu en 1954. Réélu en 1956. Réélu en 1958. Réélu en 1960. Réélu en 1962. Réélu en 1964. Réélu en 1966. Réélu en 1968. Réélu en 1970. Réélu en 1972. Démissionne et se retire.                            | 1953–1963 San Benito, Santa Clara, Santa Cruz                                                                                   |
| Charles Gubser (en)           | Républicain  | 3 janvier 1953 - 31 décembre 1974 | 83e - 93e      | Élu en 1952. Réélu en 1954. Réélu en 1956. Réélu en 1958. Réélu en 1960. Réélu en 1962. Réélu en 1964. Réélu en 1966. Réélu en 1968. Réélu en 1970. Réélu en 1972. Démissionne et se retire.                            | 1963–1967 San Benito, Santa Clara (partie Ouest)                                                                                |
| Charles Gubser (en)           | Républicain  | 3 janvier 1953 - 31 décembre 1974 | 83e - 93e      | Élu en 1952. Réélu en 1954. Réélu en 1956. Réélu en 1958. Réélu en 1960. Réélu en 1962. Réélu en 1964. Réélu en 1966. Réélu en 1968. Réélu en 1970. Réélu en 1972. Démissionne et se retire.                            | 1967–1973 Santa Clara (partie Ouest)                                                                                            |
| Charles Gubser (en)           | Républicain  | 3 janvier 1953 - 31 décembre 1974 | 83e - 93e      | Élu en 1952. Réélu en 1954. Réélu en 1956. Réélu en 1958. Réélu en 1960. Réélu en 1962. Réélu en 1964. Réélu en 1966. Réélu en 1968. Réélu en 1970. Réélu en 1972. Démissionne et se retire.                            | 1973–1975 Majorité de Santa Clara                                                                                               |
| Vacant                        | Vacant       | 31 décembre 1974 - 3 janvier 1975 | 93e            | | |
| Don Edwards (en)              | Démocrate    | 3 janvier 1975 - 3 janvier 1993   | 94e - 102e     | Redécoupage depuis le 9e district et réélu en 1974. Réélu en 1976. Réélu en 1978. Réélu en 1980. Réélu en 1982. Réélu en 1984. Réélu en 1986. Réélu en 1988. Réélu en 1990. Redécoupage vers le 16e district.           | 1975–1983 Alameda (partie Sud-Ouest), Santa Clara (partie Nord)                                                                 |
| Don Edwards (en)              | Démocrate    | 3 janvier 1975 - 3 janvier 1993   | 94e - 102e     | Redécoupage depuis le 9e district et réélu en 1974. Réélu en 1976. Réélu en 1978. Réélu en 1980. Réélu en 1982. Réélu en 1984. Réélu en 1986. Réélu en 1988. Réélu en 1990. Redécoupage vers le 16e district.           | 1983–1993 Alameda (partie Sud-Ouest), Santa Clara (est de San José)                                                             |
| Bill Baker (en)               | Républicain  | 3 janvier 1993 - 3 janvier 1997   | 103e , 104e    | Élu en 1992. Réélu en 1994. Perd sa réélection. | 1993–2003 Alameda (partie Est), Contra Consta (partie Est)                                                                      |
| Ellen Tauscher                | Démocrate    | 3 janvier 1997 - 26 juin 2009     | 105e - 111e    | Élue en 1996. Réélue en 1998. Réélue en 2000. Réélue en 2002. Réélue en 2004. Réélue en 2006. Réélue en 2008. Démissionne pour devenir Sous-Secrétaire d'État pour le Contrôle des Armes et la Sécurité Internationale. | 1993–2003 Alameda (partie Est), Contra Consta (partie Est)                                                                      |
| Ellen Tauscher                | Démocrate    | 3 janvier 1997 - 26 juin 2009     | 105e - 111e    | Élue en 1996. Réélue en 1998. Réélue en 2000. Réélue en 2002. Réélue en 2004. Réélue en 2006. Réélue en 2008. Démissionne pour devenir Sous-Secrétaire d'État pour le Contrôle des Armes et la Sécurité Internationale. | 2003–2013 Alameda (partie Sud-Est), Majorité de Contra Costa, Sacramento (partie Sud-Ouest), Majorité de Solano                 |
| Vacant                        | Vacant       | 26 juin 2009 - 3 novembre 2009    | 111e           | | |
| John Garamendi                | Démocrate    | 3 novembre 2009 - 3 janvier 2013  | 111e , 112e    | Élu pour terminer le mandat de Tauscher. Réélu en 2010. Redécoupage vers le 3e district. | |
| Jeff Denham                   | Républicain  | 3 janvier 2013 - 3 janvier 2019   | 113e - 115e    | Redécoupage depuis le 19e district et réélu en 2012. Réélu en 2014. Réélu en 2016. Perd sa réélection. | 2013–2023 Vallée centrale incluant Modesto et Tracy                                                                             |
| Josh Harder                   | Démocrate    | 3 janvier 2019 - 3 janvier 2023   | 116e , 117e    | Élu en 2018. Réélu en 2020. Redécoupage vers le 9e district. | 2013–2023 Vallée centrale incluant Modesto et Tracy                                                                             |
| Mark DeSaulnier               | Démocrate    | 3 janvier 2023 - en cours         | 118e - 119e    | Redécoupage depuis le 11e district et réélu en 2022. Réélu en 2024. | 2023–en cours Est de la région de la baie de San Francisco, y compris certaines parties des comtés de Stanislaus et San Joaquin |

## Résultats des précédentes élection
Voici les résultats des dix précédents cycles électoraux dans le district.

### 2004
| Élection de 2004 du 10e district congressionnel de Californie | Élection de 2004 du 10e district congressionnel de Californie | Élection de 2004 du 10e district congressionnel de Californie | Élection de 2004 du 10e district congressionnel de Californie | Élection de 2004 du 10e district congressionnel de Californie |
| ------------------------------------------------------------- | ------------------------------------------------------------- | ------------------------------------------------------------- | ------------------------------------------------------------- | ------------------------------------------------------------- |
| Parti                                                         | Parti                                                         | Candidat                                                      | Votes                                                         | %                                                             |
|                                                               | Démocrate                                                     | Ellen Tauscher (sortante)                                     | 182 750                                                       | 65,8                                                          |
|                                                               | Républicain                                                   | Jeff Ketelson                                                 | 95 349                                                        | 34,2                                                          |
| Total des votes                                               | Total des votes                                               | Total des votes                                               | 278 099                                                       | 100 %                                                         |
|                                                               | Les Démocrates conservent                                     |                                                               |                                                               |                                                               |

### 2006
| Élection de 2006 du 10e district congressionnel de Californie | Élection de 2006 du 10e district congressionnel de Californie | Élection de 2006 du 10e district congressionnel de Californie | Élection de 2006 du 10e district congressionnel de Californie | Élection de 2006 du 10e district congressionnel de Californie |
| ------------------------------------------------------------- | ------------------------------------------------------------- | ------------------------------------------------------------- | ------------------------------------------------------------- | ------------------------------------------------------------- |
| Parti                                                         | Parti                                                         | Candidat                                                      | Votes                                                         | %                                                             |
|                                                               | Démocrate                                                     | Ellen Tauscher (sortante)                                     | 130 859                                                       | 66,5                                                          |
|                                                               | Républicain                                                   | Darcy Linn                                                    | 66 069                                                        | 33,5                                                          |
|                                                               | Républicain                                                   | Jeff Ketelson (write-in)                                      | 50                                                            | 0,0                                                           |
| Total des votes                                               | Total des votes                                               | Total des votes                                               | 196 978                                                       | 100 %                                                         |
|                                                               | Les Démocrates conservent                                     |                                                               |                                                               |                                                               |

### 2008
| Élection de 2008 du 10e district congressionnel de Californie | Élection de 2008 du 10e district congressionnel de Californie | Élection de 2008 du 10e district congressionnel de Californie | Élection de 2008 du 10e district congressionnel de Californie | Élection de 2008 du 10e district congressionnel de Californie |
| ------------------------------------------------------------- | ------------------------------------------------------------- | ------------------------------------------------------------- | ------------------------------------------------------------- | ------------------------------------------------------------- |
| Parti                                                         | Parti                                                         | Candidat                                                      | Votes                                                         | %                                                             |
|                                                               | Démocrate                                                     | Ellen Tauscher (sortante)                                     | 192 226                                                       | 65,2                                                          |
|                                                               | Républicain                                                   | Nicholas Gerber                                               | 91 877                                                        | 31,1                                                          |
|                                                               | Paix et Liberté                                               | Eugene E. Ruyle                                               | 11 062                                                        | 3,7                                                           |
| Total des votes                                               | Total des votes                                               | Total des votes                                               | 295 165                                                       | 100 %                                                         |
|                                                               | Les Démocrates conservent                                     |                                                               |                                                               |                                                               |

### 2009 (Spéciale)
| Élection Spéciale de 2009 du 10e district congressionnel de Californie | Élection Spéciale de 2009 du 10e district congressionnel de Californie | Élection Spéciale de 2009 du 10e district congressionnel de Californie | Élection Spéciale de 2009 du 10e district congressionnel de Californie | Élection Spéciale de 2009 du 10e district congressionnel de Californie |
| ---------------------------------------------------------------------- | ---------------------------------------------------------------------- | ---------------------------------------------------------------------- | ---------------------------------------------------------------------- | ---------------------------------------------------------------------- |
| Parti                                                                  | Parti                                                                  | Candidat                                                               | Votes                                                                  | %                                                                      |
|                                                                        | Démocrate                                                              | John Garamendi                                                         | 72 817                                                                 | 52,85                                                                  |
|                                                                        | Républicain                                                            | David Harmer                                                           | 59 017                                                                 | 42,83                                                                  |
|                                                                        | Vert                                                                   | Jeremy Cloward                                                         | 2 515                                                                  | 1,83                                                                   |
|                                                                        | Paix et Liberté                                                        | Mary McLlroy                                                           | 1 846                                                                  | 1,34                                                                   |
|                                                                        | American Independent                                                   | Jerome Denham                                                          | 1 591                                                                  | 1,15                                                                   |
| Total des votes                                                        | Total des votes                                                        | Total des votes                                                        | 137 786                                                                | 100 %                                                                  |
|                                                                        | Les Démocrates conservent                                              |                                                                        |                                                                        |                                                                        |

### 2010
| Élection de 2010 du 10e district congressionnel de Californie | Élection de 2010 du 10e district congressionnel de Californie | Élection de 2010 du 10e district congressionnel de Californie | Élection de 2010 du 10e district congressionnel de Californie | Élection de 2010 du 10e district congressionnel de Californie |
| ------------------------------------------------------------- | ------------------------------------------------------------- | ------------------------------------------------------------- | ------------------------------------------------------------- | ------------------------------------------------------------- |
| Parti                                                         | Parti                                                         | Candidat                                                      | Votes                                                         | %                                                             |
|                                                               | Démocrate                                                     | John Garamendi (sortant)                                      | 137 578                                                       | 58,9                                                          |
|                                                               | Républicain                                                   | Gary Clift                                                    | 88 512                                                        | 37,8                                                          |
|                                                               | Vert                                                          | Jeremy Cloward                                                | 7 716                                                         | 3,3                                                           |
| Total des votes                                               | Total des votes                                               | Total des votes                                               | 233 806                                                       | 100 %                                                         |
|                                                               | Les Démocrates conservent                                     |                                                               |                                                               |                                                               |

### 2012
| Élection de 2010 du 10e district congressionnel de Californie | Élection de 2010 du 10e district congressionnel de Californie | Élection de 2010 du 10e district congressionnel de Californie | Élection de 2010 du 10e district congressionnel de Californie | Élection de 2010 du 10e district congressionnel de Californie |
| ------------------------------------------------------------- | ------------------------------------------------------------- | ------------------------------------------------------------- | ------------------------------------------------------------- | ------------------------------------------------------------- |
| Parti                                                         | Parti                                                         | Candidat                                                      | Votes                                                         | %                                                             |
|                                                               | Républicain                                                   | Jeff Denham                                                   | 110 265                                                       | 52,7                                                          |
|                                                               | Démocrate                                                     | José M. Hernández                                             | 98 934                                                        | 47,3                                                          |
| Total des votes                                               | Total des votes                                               | Total des votes                                               | 209 199                                                       | 100 %                                                         |
|                                                               | Les Républicains conservent                                   |                                                               |                                                               |                                                               |

### 2014
| Élection de 2014 du 10e district congressionnel de Californie | Élection de 2014 du 10e district congressionnel de Californie | Élection de 2014 du 10e district congressionnel de Californie | Élection de 2014 du 10e district congressionnel de Californie | Élection de 2014 du 10e district congressionnel de Californie |
| ------------------------------------------------------------- | ------------------------------------------------------------- | ------------------------------------------------------------- | ------------------------------------------------------------- | ------------------------------------------------------------- |
| Parti                                                         | Parti                                                         | Candidat                                                      | Votes                                                         | %                                                             |
|                                                               | Républicain                                                   | Jeff Denham (sortant)                                         | 70 582                                                        | 56,0                                                          |
|                                                               | Démocrate                                                     | Michael Eggman                                                | 98 934                                                        | 47,3                                                          |
| Total des votes                                               | Total des votes                                               | Total des votes                                               | 209 199                                                       | 100 %                                                         |
|                                                               | Les Républicains conservent                                   |                                                               |                                                               |                                                               |

### 2016
| Élection de 2016 du 10e district congressionnel de Californie | Élection de 2016 du 10e district congressionnel de Californie | Élection de 2016 du 10e district congressionnel de Californie | Élection de 2016 du 10e district congressionnel de Californie | Élection de 2016 du 10e district congressionnel de Californie |
| ------------------------------------------------------------- | ------------------------------------------------------------- | ------------------------------------------------------------- | ------------------------------------------------------------- | ------------------------------------------------------------- |
| Parti                                                         | Parti                                                         | Candidat                                                      | Votes                                                         | %                                                             |
|                                                               | Républicain                                                   | Jeff Denham (sortant)                                         | 124 671                                                       | 51,7                                                          |
|                                                               | Démocrate                                                     | Michael Eggman                                                | 116 470                                                       | 48,3                                                          |
| Total des votes                                               | Total des votes                                               | Total des votes                                               | 241 141                                                       | 100 %                                                         |
|                                                               | Les Républicains conservent                                   |                                                               |                                                               |                                                               |

### 2018
| Primaire Jungle 2018 du 10e district congressionnel de Californie | Primaire Jungle 2018 du 10e district congressionnel de Californie | Primaire Jungle 2018 du 10e district congressionnel de Californie | Primaire Jungle 2018 du 10e district congressionnel de Californie | Primaire Jungle 2018 du 10e district congressionnel de Californie |
| ----------------------------------------------------------------- | ----------------------------------------------------------------- | ----------------------------------------------------------------- | ----------------------------------------------------------------- | ----------------------------------------------------------------- |
| Parti                                                             | Parti                                                             | Candidat                                                          | Votes                                                             | %                                                                 |
|                                                                   | Républicain                                                       | Jeff Denham (sortant)                                             | 45 719                                                            | 37,5                                                              |
|                                                                   | Démocrate                                                         | Josh Harder                                                       | 20 742                                                            | 17,0                                                              |
|                                                                   | Républicain                                                       | Ted D. Howze                                                      | 17 723                                                            | 14,6                                                              |
|                                                                   | Démocrate                                                         | Michael Eggman                                                    | 12 446                                                            | 10,2                                                              |
|                                                                   | Démocrate                                                         | Virginia Madueño                                                  | 11 178                                                            | 9,2                                                               |
|                                                                   | Démocrate                                                         | Sue Zwahlen                                                       | 9 945                                                             | 8,2                                                               |
|                                                                   | Démocrate                                                         | Michael J. "Mike" Barkley                                         | 2 904                                                             | 2,4                                                               |
|                                                                   | Démocrate                                                         | Dotty Nygard (withdrawn)                                          | 1 100                                                             | 0,9                                                               |

| Élection de 2018 du 10e district congressionnel de Californie | Élection de 2018 du 10e district congressionnel de Californie | Élection de 2018 du 10e district congressionnel de Californie | Élection de 2018 du 10e district congressionnel de Californie | Élection de 2018 du 10e district congressionnel de Californie |
| ------------------------------------------------------------- | ------------------------------------------------------------- | ------------------------------------------------------------- | ------------------------------------------------------------- | ------------------------------------------------------------- |
| Parti                                                         | Parti                                                         | Candidat                                                      | Votes                                                         | %                                                             |
|                                                               | Démocrate                                                     | Josh Harder                                                   | 115 945                                                       | 52,3                                                          |
|                                                               | Républicain                                                   | Jeff Denham (sortant)                                         | 105 955                                                       | 47,7                                                          |
| Total des votes                                               | Total des votes                                               | Total des votes                                               | 221 900                                                       | 100 %                                                         |
|                                                               | Les Démocrates prennent aux Républicains                      |                                                               |                                                               |                                                               |

### 2020
| Élection de 2020 du 10e district congressionnel de Californie | Élection de 2020 du 10e district congressionnel de Californie | Élection de 2020 du 10e district congressionnel de Californie | Élection de 2020 du 10e district congressionnel de Californie | Élection de 2020 du 10e district congressionnel de Californie |
| ------------------------------------------------------------- | ------------------------------------------------------------- | ------------------------------------------------------------- | ------------------------------------------------------------- | ------------------------------------------------------------- |
| Parti                                                         | Parti                                                         | Candidat                                                      | Votes                                                         | %                                                             |
|                                                               | Démocrate                                                     | Josh Harder (sortant)                                         | 166 865                                                       | 55,2                                                          |
|                                                               | Républicain                                                   | Ted Howze                                                     | 135 629                                                       | 44,8                                                          |
| Total des votes                                               | Total des votes                                               | Total des votes                                               | 302 494                                                       | 100 %                                                         |
|                                                               | Les Démocrates conservent                                     |                                                               |                                                               |                                                               |

### 2022
La Californie a tenu sa Primaire Jungle le 7 juin 2022, selon ce système de Primaire, tous les candidats sont sur le même bulletin de vote, et les deux arrivés en tête s'affronteront le jour de l'Élection Générale, à savoir le 8 novembre 2022.
| Primaire Jungle 2022 du 10e district congressionnel de Californie | Primaire Jungle 2022 du 10e district congressionnel de Californie | Primaire Jungle 2022 du 10e district congressionnel de Californie | Primaire Jungle 2022 du 10e district congressionnel de Californie | Primaire Jungle 2022 du 10e district congressionnel de Californie |
| ----------------------------------------------------------------- | ----------------------------------------------------------------- | ----------------------------------------------------------------- | ----------------------------------------------------------------- | ----------------------------------------------------------------- |
| Parti                                                             | Parti                                                             | Candidat                                                          | Votes                                                             | %                                                                 |
|                                                                   | Démocrate                                                         | Mark DeSaulnier (sortant)                                         | 124 787                                                           | 84,9                                                              |
|                                                                   | Vert                                                              | Michael Ernest Kerr                                               | 22 210                                                            | 15,1                                                              |
|                                                                   | Républicain                                                       | Katherine Piccinini (write-in)                                    | 1638                                                              | 1,1                                                               |

| Élection de 2022 du 10e district congressionnel de Californie | Élection de 2022 du 10e district congressionnel de Californie | Élection de 2022 du 10e district congressionnel de Californie | Élection de 2022 du 10e district congressionnel de Californie | Élection de 2022 du 10e district congressionnel de Californie |
| ------------------------------------------------------------- | ------------------------------------------------------------- | ------------------------------------------------------------- | ------------------------------------------------------------- | ------------------------------------------------------------- |
| Parti                                                         | Parti                                                         | Candidat                                                      | Votes                                                         | %                                                             |
|                                                               | Démocrate                                                     | Mark DeSaulnier (sortant)                                     | 198 415                                                       | 78,9                                                          |
|                                                               | Vert                                                          | Michael Ernest Kerr                                           | 52 965                                                        | 21,1                                                          |
| Total des votes                                               | Total des votes                                               | Total des votes                                               | 251 380                                                       | 100 %                                                         |
|                                                               | Les Démocrates conservent                                     |                                                               |                                                               |                                                               |

### 2024
La Californie a tenu sa Primaire Jungle le 5 mars 2024, selon ce système de Primaire, tous les candidats sont sur le même bulletin de vote, et les deux arrivés en tête s'affronteront le jour de l'Élection Générale, à savoir le 5 novembre 2024.
| Primaire Jungle 2024 du 10e district congressionnel de Californie | Primaire Jungle 2024 du 10e district congressionnel de Californie | Primaire Jungle 2024 du 10e district congressionnel de Californie | Primaire Jungle 2024 du 10e district congressionnel de Californie | Primaire Jungle 2024 du 10e district congressionnel de Californie |
| ----------------------------------------------------------------- | ----------------------------------------------------------------- | ----------------------------------------------------------------- | ----------------------------------------------------------------- | ----------------------------------------------------------------- |
| Parti                                                             | Parti                                                             | Candidat                                                          | Votes                                                             | %                                                                 |
|                                                                   | Démocrate                                                         | Mark DeSaulnier (sortant)                                         | 121 334                                                           | 65,5                                                              |
|                                                                   | Républicain                                                       | Katherine Piccinini                                               | 34 900                                                            | 18,9                                                              |
|                                                                   | Républicain                                                       | Nolan Chen                                                        | 19 465                                                            | 10,5                                                              |
|                                                                   | Indépendant                                                       | Joe Sweeney                                                       | 7609                                                              | 4,1                                                               |
|                                                                   | Indépendant                                                       | Mohamed Elsherbini                                                | 1825                                                              | 1,0                                                               |

| Élection de 2024 du 10e district congressionnel de Californie | Élection de 2024 du 10e district congressionnel de Californie | Élection de 2024 du 10e district congressionnel de Californie | Élection de 2024 du 10e district congressionnel de Californie | Élection de 2024 du 10e district congressionnel de Californie |
| ------------------------------------------------------------- | ------------------------------------------------------------- | ------------------------------------------------------------- | ------------------------------------------------------------- | ------------------------------------------------------------- |
| Parti                                                         | Parti                                                         | Candidat                                                      | Votes                                                         | %                                                             |
|                                                               | Démocrate                                                     | Mark DeSaulnier (sortant)                                     | 242 325                                                       | 66,5                                                          |
|                                                               | Républicain                                                   | Katherine Piccinini                                           | 122 219                                                       | 33,5                                                          |
| Total des votes                                               | Total des votes                                               | Total des votes                                               | 364 544                                                       | 100 %                                                         |
|                                                               | Les Démocrates conservent                                     |                                                               |                                                               |                                                               |